# 亨尼維爾 (印地安納州)
亨尼維爾（英語：Honeyville）是位於美國印地安納州拉格蘭奇縣的一個非建制地區。該地的面積和人口皆未知。